# 리볼빙 결제
리볼빙 결제 또는 회전 결제는 카드사 고객이 사용한 카드 대금 중 일정 비율만 결제하면 나머지 금액은 대출 형태로 전환되어 다음 결제 대상으로 자동 연장되는 신용카드 결제 방식을 말한다.

## 특징
- 고객 입장에선 일시 상환 부담이 줄고, 카드사는 대출자산이 남아 있어 자산운용 효과가 높아진다.
- 일시불 신용판매대금에 리볼빙 방식을 적용하면 결제성 리볼빙이며 현금서비스대금에 적용하면 대출성 리볼빙이라고 한다.
- 연체를 하지 않고, 다음 달로 이월된다는 장점이 있지만 리볼빙에 따른 수수료는 납부해야 한다.
- 자꾸 이용하다보면 한계치에 다다른다